# Nu eller aldrig
Nu eller aldrig (originaltitel: The Bucket List) er en amerikansk film fra 2007 instrueret af Rob Reiner, skrevet af Justin Zackham, og med stjernerne Jack Nicholson og Morgan Freeman i hovedrollerne. Det vigtigste plot følger to uhelbredeligt syge mænd (spillet af Nicholson og Freeman) på deres tur med en ønskeliste af ting de gerne vil når at prøve inden de ”stiller træskoene”
Filmen havde sin premiere den 15. December 2007 i Hollywood,og blev udgivet i begrænset omfang i USA og Canada og den 25. december 2007 blev den distribueret af Warner Bros. Filmen blev frigivet til en bred udgivelse i USA og Canada den 11. januar 2008 og blev udgivet i Storbritannien den 8. februar 2008 og den  blev udgivet i Australien den 21. februar 2008.
Nu eller aldrig havde dansk biografpremiere 7.marts 2008

## Handling
Mekaniker Carter Chambers (Freeman) og milliardær hospital magnat Edward Cole (Nicholson) mødes for første gang på hospitalet efter at begge har fået stillet diagnosen terminal lungekræft. Selv om Edward ikke er tilfreds med at dele værelse med Carter, og klager over, at han "ser halvdød ud allerede," de bliver venner, som de får deres respektive behandlinger.

## Rolleliste
- Morgan Freeman som Carter Chambers
- Jack Nicholson som Edward Cole
- Sean Hayes som Thomas
- Beverley Todd som Virginia Chambers
- Rob Morrow som Dr. Hollins
- Alfonso Freeman som Roger Chambers
- Andrea Johnson som Elizabeth Chambers